# 赤田神社 (山口市)
赤田神社（あかだじんじゃ）は、山口県山口市吉敷赤田に鎮座する神社である。玉祖神社、出雲神社、仁壁神社、朝田神社と共に周防五社の一つに数えられ、その第4番目に当たることから「四の宮さま」という名で呼ばれている。

## 歴史
赤田神社は、139年に島根県の出雲大社から大社の祭神である大己貴命の分霊を迎えて、現在の吉敷中村に祀ったのが始まりといわれている。その後、717年（養老元年）に現在の吉敷赤田に遷したと伝えられている。

## 祭神
- 大己貴命（おおなむちのみこと）

赤田神社の主祭神。出雲大社の祭神の大国主大神と同一神。
- 猿田彦大神（さだひこのおおかみ）
- 少彦名命（すくなひこなのみこと）
- 柿本人麻呂大神（かきのもとのひとまろのおおかみ）

## 祭事
- 赤田神社例祭（秋祭り）　10月第3日曜日
- 恵比須神社例祭（おえべすさま）　1月3日
- 月次祭（つきなみさい）　毎月1日
- 歳旦祭（さいたんさい）1月1日
- 元始祭（げんしさい）1月3日
- 節分（せつぶん）2月3日（年によっては4日）
- 紀元祭（きげんさい）　2月11日（建国記念の日）
- 祈年祭（きねんさい）　4月上旬
- 昭和祭（しょうわさい）　4月29日（昭和の日）
- 新嘗祭（しんじょうさい）　11月下旬

## 施設
- 拝殿
- 恵比寿神社（えびすじんじゃ）

赤田神社末社。西宮神社（摂津国の西宮）から勧請された。吉敷郡木崎に鎮座していたものを、約130年前に、赤田神社境内に移築。この時、近くにあったほかの神社もともに赤田神社に遷され、恵比須神社に合祀された。
- 参集館（さんしゅうかん）

地元の人々の寄進によって建てられた。人々が集まって相談をしたりする場所であるが、結婚式の控室などにもなる。

## 交通
- 中国自動車道「小郡IC」から車で約15分
- 四ノ宮バス停から下車すぐ[3]